# Wide Awake (filme)
Wide Awake (Brasil: Olhos Abertos / Portugal: Wide Awake) é um filme de 1998, do gênero comédia dramática, dirigido por M. Night Shyamalan.

## Sinopse
Joshua A. Beal (Joseph Cross) é um garoto de 10 anos que vive na Filadélfia, estudante do 5º grau do Waldron Academy, um colégio católico para garotos. Apesar de uma vida tranquila com seus pais, ele procura entender o significado da vida e de Deus após a perda de seu avô (Robert Loggia), e sua busca o levará a diversas dificuldades.

## Elenco
- Joseph Cross....Joshua Beal
- Rosie O'Donnell....irmã Terry
- Camryn Manheim....irmã Sophia
- Robert Loggia....avô Beal
- Dana Delany....senhora Beal
- Denis Leary....senhor Beal